# 孤山站
孤山站，位于山西省大同市新荣区，邮政编码037305，建于1911年，是京包铁路的一个车站。离北京站395公里，离包头站437公里。距上行车站古店站8公里，距下行车站堡子湾站18公里。该站隶属呼和浩特铁路局集宁车务段。办理客运业务（旅客乘降，行李、包裹托运）和货运业务（办理整车，不办理危险货物发到），为四等车站，本站及相邻上下行区间均为电气化区段。